# Moegistorhynchus brevirostris
Moegistorhynchus brevirostris är en tvåvingeart som först beskrevs av Christian Rudolph Wilhelm Wiedemann 1821.  Moegistorhynchus brevirostris ingår i släktet Moegistorhynchus och familjen Nemestrinidae. Inga underarter finns listade i Catalogue of Life.